# Ванцоне кон Сан Карло
Ванцо̀не кон Сан Ка̀рло (на италиански: Vanzone con San Carlo; на пиемонтски: Vanzon e San Carl, Ванцон е Сан Карл на местен диалект: Vanzun, Ванцун) е село и община в Северна Италия, провинция Вербано-Кузио-Осола, регион Пиемонт. Разположено е на 677 m надморска височина. Населението на общината е 445 души (към 2010 г.).
Административен център на общината е село Ванцоне (Vanzone).